# Meri-Ihamo
Meri-Ihamo är en ö i Finland. Den ligger i Bottenhavet och i kommunen Nystad i den ekonomiska regionen  Nystadsregionen i landskapet Egentliga Finland, i den sydvästra delen av landet. Ön ligger omkring 81 kilometer nordväst om Åbo och omkring 220 kilometer väster om Helsingfors.
Öns area är 25,1 hektar och dess största längd är 0,8 kilometer i öst-västlig riktning. I omgivningarna runt Meri-Ihamo växer i huvudsak blandskog.